# Danmarkshavn
Danmarkshavn ist eine grönländische Wetterstation im Nordost-Grönland-Nationalpark.

## Lage
Danmarkshavn liegt an der Südküste von Germania Land am Danmark Havn, einer Bucht des Øresunds, der zwischen Kap Bismarck und der Insel Lille Koldewey über die Storm Bugt in die Dove Bugt führt. Die Stationsgebäude stehen zu beiden Seiten des Bachs Vesterelven. Danmarkshavn hat eine kurze Landebahn (ICAO-Code: BGDH).
Danmarkshavn liegt in der Zeitzone UTC±0, obwohl der überwiegende Teil Grönlands in der Zeitzone UTC−2 liegt.

## Klima
|                        | Jan   | Feb   | Mär   | Apr   | Mai  | Jun  | Jul  | Aug  | Sep  | Okt   | Nov   | Dez   |   |       |
| Mittl. Temperatur (°C) | −21,4 | −22,2 | −22,2 | −15,9 | −6,4 | 1,5  | 4,4  | 3,2  | −2,8 | −11,9 | −17,2 | −20,6 | ⌀ | −10,9 |
| Mittl. Tagesmax. (°C)  | −17,2 | −18,0 | −18,3 | −11,8 | −3,4 | 4,4  | 7,7  | 6,0  | −0,7 | −9,1  | −13,6 | −16,6 | ⌀ | −7,5  |
| Mittl. Tagesmin. (°C)  | −25,8 | −26,9 | −27,0 | −21,1 | −9,9 | −1,3 | 1,3  | −0,3 | −5,4 | −14,8 | −20,8 | −24,9 | ⌀ | −14,7 |
|                        |       |       |       |       |      |      |      |      |      |       |       |       |   |       |
| Niederschlag (mm)      | 30,9  | 21,0  | 21,0  | 13,2  | 7,7  | 4,1  | 13,6 | 20,9 | 19,7 | 17,7  | 19,1  | 20,8  | Σ | 209,7 |
|                        |       |       |       |       |      |      |      |      |      |       |       |       |   |       |
| Sonnenstunden (h/d)    | 0     | 0,4   | 4,2   | 9,1   | 11,9 | 11,4 | 12,1 | 8,8  | 5,6  | 2,2   | 0     | 0     | ⌀ | 5,5   |
|                        |       |       |       |       |      |      |      |      |      |       |       |       |   |       |
| Regentage (d)          | 5,1   | 4,3   | 4,6   | 3,2   | 1,9  | 1,1  | 3,0  | 3,5  | 3,6  | 3,8   | 4,2   | 4,3   | Σ | 42,6  |

| −25,8 |

| −26,9 |

| −27,0 |

| −21,1 |

| −9,9 |

| −1,3 |

| 1,3 |

| −0,3 |

| −5,4 |

| −14,8 |

| −20,8 |

| −24,9 |

| −25,8 |

| −26,9 |

| −27,0 |

| −21,1 |

| −9,9 |

| −1,3 |

| 1,3 |

| −0,3 |

| −5,4 |

| −14,8 |

| −20,8 |

| −24,9 |

| N i e d e r s c h l a g | 30,9 | 21,0 | 21,0 | 13,2 | 7,7 | 4,1 | 13,6 | 20,9 | 19,7 | 17,7 | 19,1 | 20,8 |
|                         | Jan  | Feb  | Mär  | Apr  | Mai | Jun | Jul  | Aug  | Sep  | Okt  | Nov  | Dez  |

## Geschichte
Danmarkshavn war die Basisstation der Danmark-Expedition unter der Leitung von Ludvig Mylius-Erichsen. 1906 bis 1908 ankerte das Expeditionsschiff Danmark in der heute Danmark Havn genannten Bucht. Das Expeditionsteam, das aus 28 Personen bestand, errichtete an Land ein Wohngebäude, das Villaen („Die Villa“) genannt wurde. Eigentlich hätte ein zweites größeres Gebäude errichtet werden soll, aber auf dem Schiff war kein Platz und die Baumaterialien mussten in Island zurückgelassen werden. Die Expedition konnte die letzten, bis dahin noch unbekannten Teile der grönländischen Küste kartieren und feststellen, dass auch Peary Land ein Teil Grönlands und keine eigenständige Insel ist. Für Mylius-Erichsen und zwei seiner Kameraden endete die Expedition allerdings tödlich.
Das Stationshaus wurde zwischen 1909 und 1911 mehrfach von Ejnar Mikkelsen und Iver Iversen (1884–1968) von der Alabama-Expedition aufgesucht, die ausgeschickt worden war, um die Tagebücher Mylius-Erichsens zu bergen. Die Expedition nahm einen unglücklichen Verlauf: Die Alabama sank und Mikkelsen und Iversen verblieben auf sich allein gestellt in dem menschenleeren hocharktischen Gebiet.
Am 21. Juli 1912 besuchten Johan Peter Koch und Alfred Wegener zu Beginn ihrer Grönlanddurchquerung mit erstmaliger Überwinterung auf dem grönländischen Eisschild Danmarkshavn.
Von 1919 bis 1921 wurde das Haus von vier Mitarbeitern der Østgrønlandsk Kompagni als Jagdstation genutzt. Die Jagderfolge waren nicht zufriedenstellend, die Versorgung mit Nahrung mangelhaft, und einer der vier Männer starb 1921 an Skorbut. Die restlichen wurden in die nahegelegene Jagdstation Hvalrosodden evakuiert.
Am 8. April 1927 besuchte Lauge Koch Danmarkshavn in Begleitung zweier Westgrönländer nach einer mehr als 700 km langen Reise mit dem Hundeschlitten.
Am 25. Juli 1948 erreichte das Schiff G. C. Amdrup das Gebiet mit 400 Tonnen Material und 31 Passagieren, die hier eine Wetterstation errichten sollten. Nach ihrer Fertigstellung am 6. November 1948 wurde die Wetterstation von 17 Männern unter der Führung von Ib Poulsen (1909–1994) betrieben. Die Anlage wurde von der ICAO finanziert, die eine Wetterstation möglichst weit im Norden Grönlands wünschte. Wegen seiner nördlichen Lage ist Danmarkshavn nur im August mit dem Schiff erreichbar, weil das Meer im restlichen Jahr zugefroren ist. Ab dem 1. Januar 1949 wurde die volle Arbeitskapazität erreicht und alle paar Stunden Wetterbeobachtungen durchgeführt. Ab dem zweiten Jahr waren nur noch rund 10 Personen in Danmarkshavn stationiert, die durchschnittlich für etwa fünf bis zehn Jahre dort lebten und dann in ihre Heimat zurückkehrten.